# Shorinji Kempo

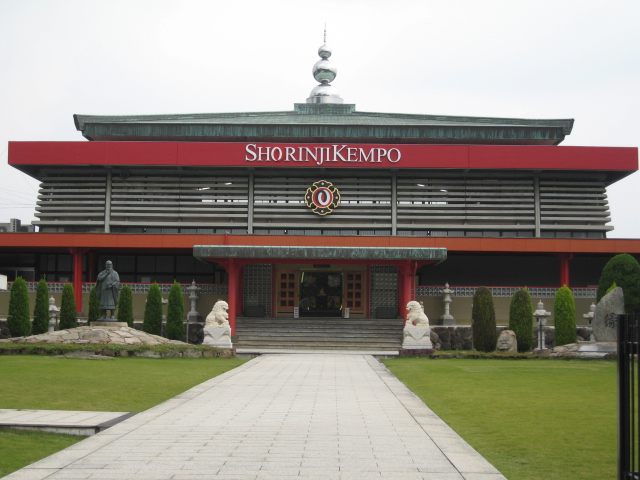
Il tempio principale dello Shorinji Kempo a Tadotsu

Lo Shorinji Kempo (少林寺拳法?, Shōrinji Kenpō) è un'arte marziale nata ufficialmente nel 1947 a opera del giapponese Dōshin Sō (1911-1980), al quale è succeduta la figlia Yūki Sō, che fondò il tempio principale (tuttora esistente) a Tadotsu, cittadina della prefettura di Kagawa.

## Descrizione
Lo Shorinji Kempo è basato sull'unione di insegnamenti filosofici e tecnici; entrambe le componenti mirano allo sviluppo di individui abili nell'autodifesa, in buona salute e capaci di collaborare tra loro, con lo scopo di migliorare se stessi tecnicamente e caratterialmente. Il praticante viene chiamato kenshi (拳士).
L'emblema della disciplina è il so-en (due cerchi sovrapposti che simboleggiano armonia e coesione), introdotto nel 2005. Sul piano organizzativo, lo Shorinji Kempo è formato da 5 sezioni che insieme costituiscono lo Shorinji Kempo Group.
Allo Shorinji Kempo risale l'origine della disciplina Byakuren Karate.

## Storia della disciplina
Lo Shorinji Kempo è stato fondato a metà del XX secolo, ma ha origini antiche: deriva dallo Shaolinquan, insieme di stili frutto degli insegnamenti di Bodhidharma, un monaco buddhista indiano che esportò in Cina le proprie conoscenze marziali intorno al 520 d.C.
Doshin So, stabilitosi in Manciuria all'età di 18 anni, studiò numerosi stili cinesi; rimpatriato nel 1946, avvertì la necessità di contribuire al risollevamento di un Giappone devastato dalla seconda guerra mondiale, e realizzò un sistema educativo, basato su quanto aveva appreso in Cina, che svolgesse una funzione spirituale attraverso le tecniche marziali.
Dopo essersi sviluppata in Giappone, la disciplina iniziò a diffondersi nel resto del mondo nella seconda metà degli anni 1960; al maggio 2014 era praticato in 36 paesi.

## Fondamenti tecnici e filosofici
Da un punto di vista tecnico, lo Shorinji Kempo prevede un vasto repertorio di atemi, comprensivo di pugni, calci e parate, che si possono racchiudere nella categoria Goho (tecniche "dure"); è previsto anche l'utilizzo di tecniche "morbide" (svincoli, leve, torsioni e proiezioni), categorizzate come Juho; tali tecniche, animate da un principio esclusivamente difensivo, possono essere combinate tra loro al fine di realizzare un unico sistema. La disciplina prevede inoltre lo studio di numerosi punti di pressione.
Uguale importanza viene attribuita all'aspetto filosofico dell'arte marziale, comprendente aspetti meditativi mutuati dal Buddhismo Zen nonché norme di comportamento come la priorità della difesa rispetto all'attacco, il rifiuto della violenza e la propensione a una pratica collaborativa.

## Video sul Shorinji Kempo
- (EN) The Way of the Warrior: episodio 1, Shorinji Kempo: The New Way, BBC Two England, 11 maggio 1983.